# Skilanglauf-Far-East-Cup 2016/17
Der Skilanglauf-Far-East-Cup  2016/17 war eine von der FIS organisierte Wettkampfserie, die zum Unterbau des Skilanglauf-Weltcups 2016/17 gehört. Sie begann am 16. Dezember 2016 in Pyeongchang und endete am 16. Januar 2017 ebenfalls in Pyeongchang.  Die Gesamtwertung bei den Männern gewann Nobuhito Kashiwabara. Bei den Frauen wurde Lee Chae-won in der Gesamtwertung Erste. Sie siegte bei drei der insgesamt neun Rennen.

## Männer

### Resultate
| Datum             | Austragungsort | Disziplin        | Sieger               | Zweiter              | Dritter              |
| ----------------- | -------------- | ---------------- | -------------------- | -------------------- | -------------------- |
| 16. Dezember 2016 | Pyeongchang    | Sprint klassisch | Nobuhito Kashiwabara | Kōhei Shimizu        | Tomoki Sato          |
| 17. Dezember 2016 | Pyeongchang    | 15 km Freistil   | Hikari Fujinoki      | Takanori Ebina       | Kaichi Naruse        |
| 26. Dezember 2016 | Otoineppu      | 10 km klassisch  | Akira Lenting        | Hiroyuki Miyazawa    | Keishin Yoshida      |
| 27. Dezember 2016 | Otoineppu      | 10 km Freistil   | Keishin Yoshida      | Naoto Baba           | Hiroyuki Miyazawa    |
| 6. Januar 2017    | Sapporo        | 10 km klassisch  | Keishin Yoshida      | Hiroyuki Miyazawa    | Nobuhito Kashiwabara |
| 7. Januar 2017    | Sapporo        | Sprint klassisch | Nobuhito Kashiwabara | Hikari Fujinoki      | Keishin Yoshida      |
| 8. Januar 2017    | Sapporo        | 15 km Freistil   | Keishin Yoshida      | Naoto Baba           | Hiroyuki Miyazawa    |
| 15. Januar 2017   | Pyeongchang    | 10 km klassisch  | Akira Lenting        | Hikari Fujinoki      | Nobuhito Kashiwabara |
| 16. Januar 2017   | Pyeongchang    | 15 km Freistil   | Akira Lenting        | Nobuhito Kashiwabara | Takanori Ebina       |

### Gesamtwertung Männer
| Rang | Name                 | Punkte |
| ---- | -------------------- | ------ |
| 1    | Nobuhito Kashiwabara | 494    |
| 2    | Akira Lenting        | 472    |
| 3    | Hikari Fujinoki      | 456    |
| 4    | Keishin Yoshida      | 420    |
| 5    | Takanori Ebina       | 364    |
| 6    | Hiroyuki Miyazawa    | 304    |
| 7    | Kōhei Shimizu        | 283    |
| 8    | Kaichi Naruse        | 273    |
| 9    | Naoto Baba           | 246    |
| 10   | Tomoki Sato          | 232    |

| Rang | Name             | Punkte |
| ---- | ---------------- | ------ |
| 11   | Kentaro Ishikawa | 159    |
| 12.  | Hwang Jun-ho     | 156    |
| 13.  | Kim Min-woo      | 148    |
| 14.  | Takatsugu Uda    | 143    |
| 15.  | Park Seong-beom  | 125    |
| 16.  | Kim Eun-ho       | 118    |
| 17.  | Jun Ishikawa     | 112    |
| 18.  | Yuma Yoshida     | 98     |
| 19.  | Jumpu Nishida    | 96     |
| 20.  | Taisei Goto      | 95     |

| Rang | Name             | Punkte |
| ---- | ---------------- | ------ |
| 21.  | Haruki Yamashita | 79     |
| 21.  | Hyuga Otaki      | 79     |
| 23.  | Atomu Matsumura  | 78     |
| 24.  | Masato Tanaka    | 76     |
| 25.  | Jeong Jong-won   | 73     |
| 26.  | Akihito Uda      | 70     |
| 26.  | Park Sang-yong   | 70     |
| 26.  | Cho Yong-jin     | 70     |
| 29.  | Kim Min-uk       | 59     |
| 30.  | Jung Eui-myung   | 57     |

## Frauen

### Resultate
| Datum             | Austragungsort | Disziplin        | Sieger         | Zweiter        | Dritter         |
| ----------------- | -------------- | ---------------- | -------------- | -------------- | --------------- |
| 16. Dezember 2016 | Pyeongchang    | Sprint klassisch | Nanase Fujita  | Lee Chae-won   | Hikari Miyazaki |
| 17. Dezember 2016 | Pyeongchang    | 10 km Freistil   | Lee Chae-won   | Chisa Obayashi | Shiori Yokohama |
| 26. Dezember 2016 | Otoineppu      | 5 km klassisch   | Masako Ishida  | Yuki Kobayashi | Lee Chae-won    |
| 27. Dezember 2016 | Otoineppu      | 5 km Freistil    | Masako Ishida  | Lee Chae-won   | Yuki Kobayashi  |
| 6. Januar 2017    | Sapporo        | 5 km klassisch   | Yuki Kobayashi | Chisa Obayashi | Kozue Takizawa  |
| 7. Januar 2017    | Sapporo        | Sprint Freistil  | Masako Ishida  | Nanase Fujita  | Yuki Kobayashi  |
| 8. Januar 2017    | Sapporo        | 10 km Freistil   | Masako Ishida  | Yuki Kobayashi | Lee Chae-won    |
| 15. Januar 2017   | Pyeongchang    | 5 km klassisch   | Lee Chae-won   | Je Sang-mi     | Han Da-som      |
| 16. Januar 2017   | Pyeongchang    | 10 km Freistil   | Lee Chae-won   | Ju Hye-ri      | Han Da-som      |

### Gesamtwertung Frauen
| Rang | Name            | Punkte |
| ---- | --------------- | ------ |
| 1    | Lee Chae-won    | 670    |
| 2    | Masako Ishida   | 400    |
| 3    | Yuki Kobayashi  | 380    |
| 4    | Chisa Obayashi  | 370    |
| 5    | Hikari Miyazaki | 269    |
| 6    | Nanase Fujita   | 243,5  |
| 7    | Shiori Yokohama | 238    |
| 8    | Kozue Takizawa  | 232    |
| 9    | Ju Hye-ri       | 213    |
| 10   | Han Da-som      | 186    |

| Rang | Name            | Punkte |
| ---- | --------------- | ------ |
| 11   | Je Sang-mi      | 184    |
| 12.  | Miki Kodama     | 167    |
| 13.  | Sumiko Ishigaki | 153    |
| 14.  | Aoi Sato        | 149,5  |
| 15.  | Chika Kobayashi | 149    |
| 16.  | Rin Sobue       | 148    |
| 17.  | Yukari Tanaka   | 130    |
| 18.  | Masae Tsuchiya  | 120    |
| 19.  | Choe Shin-ae    | 117    |
| 20.  | Naoko Azegami   | 101    |

| Rang | Name           | Punkte |
| ---- | -------------- | ------ |
| 21.  | Kim Na-yeong   | 98     |
| 22.  | Lee Ji-ye      | 89     |
| 23.  | Moon So-youn   | 86     |
| 24.  | Yuka Watanabe  | 78     |
| 25.  | Ham Hae-young  | 75     |
| 26.  | Yui Sakai      | 74     |
| 27.  | Yuki Matsudate | 71     |
| 28.  | Kim Eun-ji     | 68     |
| 29.  | Bae Min-ju     | 67     |
| 30.  | Shin Ji-soo    | 62     |